# Giovanni Dominici
Blahoslavený Giovanni Dominici, civilním jménem Giovanni Banchini nebo Baccini (Florencie, 1356 či 1357 – Buda, 10. června 1419) byl italský kardinál, biskup a spisovatel. Člen dominikánského řádu, legát a reformátor, který byl blahořečen v roce 1832.

## Život
Vstoupil do dominikánského řádu v klášteře Santa Maria Novella v roce 1372, poté, co byl uzdraven díky zázračnému zásahu svaté Kateřiny Sienské (jak praví tradice) z koktavosti, jež mu do té doby komplikovala vstup do řádu. V rámci řádu vystudoval teologii v Paříži a působil jako vyučující a kazatel, zejména v Benátkách. S pověřením generála řádu Raimunda z Capuy zakládal kláštery, zachovávající přísnou observanci, zejména mužské kláštery v Benátkách (1391), ve Fiesole (1406) a rovněž klášter Corpus Domini v Benátkách, v němž žily pod přísnou řeholí dominikánské sestry.
Po smrti Inocence VII., v čase papežského schismatu se zúčastnil konkláve v roce 1406 jako vyslanec Benátské republiky a podílel se velkou měrou na zvolení Benátčana Řehoře XII. Nový papež si zvolil Dominiciho zpovědníkem a rádcem, učinil jej biskupem v Dubrovníku (1407), a následně kardinálem (1408) a vyslal jej též do Uher, aby pro něj, římského papeže, zajistil podporu císaře Zikmunda Lucemburského proti avignonskému protipapeži Benediktu XIII.
S cílem ukončit papežské schisma doporučil Giovanni Dominici Řehořovi XII., aby se vzdal svého postu, a na koncilu v Kostnici oznámil jeho dobrovolnou demisi. Následující papež Martin V., zvolený kostnických koncilem, jmenoval Dominicho dne 19. července 1418 legátem v Čechách, aby pomohl potlačit husitské hnutí, považované za herezi. Jeho poslání však nepřineslo takřka žádné výsledky, mimo jiné i díky nezájmu ze strany Václava IV.
Giovanni Dominici byl blahořečen za pontifikátu papeže Řehoře XVI. 9. dubna 1832.

## Dílo
- Il libro della carità, del reuerendissimo cardinale Giouan Dominico fiorentino dell'ordine di predicatori, Venezia 1545.
- «An liceat fratribus predicatoribus in communi vel in particulari possessiones habere». In: R. Creytens (ed.), "L'obligation des constitutions dominicaines d'après le B.-J. Dominici, O. P.", Archivum Fratrum Praedic., XXIII(1953), s. 195–235
- Regola del governo di cura familiare, compilata dal beato Giovanni Dominici fiorentino; Donato Salvi (ed.), Firenze 1860
- Trattato delle dieci questioni e lettere a madonna Bartolomea; Arrigo Levasti (ed.), Firenze 1957
- Beati Iohannis Dominici cardinalis S. Sixti Lucula Noctis; Remi Coulon (ed.), Paris 1908 (kritická edice: Iohannis Dominici Lucula Noctis, Edmund Hunt (ed.), Notre Dame (Indiana) 1940)
- Lettere spirituali; M. T. Casella - G. Pozzi (ed.), Friburgo 1969
- Vita Beati Marcolini Foroliviensis (Vita del Beato Marcolino da Forlì, domenicano)

Témata Dominiciho děl nejsou pouze charakteru duchovního, ale též básnického, o čemž svědčí jeho početné hymny nebo sbírka s názvem Laudi. Jeho dílo Regole del governo di cura familiare (Pravidla péče o rodinu), sepsané mezi lety 1400 a 1405, představuje pedagogický spisek, pojednávající o vývoji a schopnostech duše a těla (jeho smyslové stránky), o hospodaření s dary země a o výchově dětí. Další text, Lucula Noctis (Světluška noci) je Dominiciho odpovědí na list Nicoly di Piero Salutati, a dotýká se v té době aktuálního tématu, a sice studia děl antických pohanských autorů. Dominici sice neodmítá klasická studia, ale rozhodně se staví proti humanistickému okouzlení pohanstvím.